# La Roqueta (publicació)
La Roqueta va ser un diari setmanal en mallorquí (escrit de forma fonètica) impulsat i dirigit per Pere d'Alcàntara Peña, tot i que va ser fundada per Miquels dels Sants Oliver, amb la intenció de continuar amb la revista L'Ignorància i acabar amb el buit que aquesta havia deixat.
La publicació, adscrita al costumisme i de caràcter satíric i humorístic, es va publicar des del 1887 fins al 1902 amb algunes intermitències i dividint-se en quatre etapes.
L'autor principal, Pere d'A. Peña, va descriure el diari com una creació gairebé personal, i posteriorment, dins la publicació "Número-Prospecte", s'anunciava que seria un “periòdic escrit en mallorquí llampant des qu'ara's parla; un periòdich faceto, xalest y delitós, net de pecat i de malura” i que no era representant de cap partit polític, es va desvincular.
Era un setmanari i una de les primeres revistes il·lustrades de Mallorca, on es podien trobar gravats i fotografies. Les seves portades van ser molt conegudes en la seva època, així que molt pintors importants del moment mostraven a les portades els seus quadres i dibuixos. Alguns d'aquests pintors van ser: Antoni Gelabert, Vicenç Furió, Joaquim Mir, Rafel Llinas i Santiago Rusiñol.
Durant el segle xix es comencen a publicar publicacions en català, entre elles L'Ignorància i La Roqueta. Part de l'èxit d'aquest diari independent, es trobava en el fet que molts dels poetes i literats mallorquins importants del darrer terç del segle xix col·laboressin amb ell. Cal destacar que la majoria d'aquests autors utilitzaven pseudònim.

## Història

### Origen
La Roqueta apareix per primer cop l'1 de gener de 1887, amb un projecte iniciat per Pere d'Alcàntara Peña. El setmanari neix a partir de que la revista predecessora, L'Ignorància, deixa de publicar-se (1885). L'impulsor, Pere d'A. Peña i el fundador, Miquel dels Sants Oliver, van decidir impulsar aquest projecte per ta d'ocupar el buit que havia deixat L'Ignorància en les publicacions mallorquines i la seva societat.

### Evolució i etapes
La publicació d'aquest diari es divideix en quatre etapes degut a les interrupcions: 

#### Primera etapa (gener 1887 – desembre 1887)
Durant aquesta primera etapa, en la que el director era Mateu Obrador Bennàsser, es van publicar un total de 53 números i es va subtitular “Periodich Independent”.
En aquest període, es publicaven seccions fixes com: “Pedres menudes”, “Vuits i nous” o “Coverbos”, que incloïen endevinalles, acudits, narracions, poesies, recreacions de “rondalles” i articles d'opinió. És durant aquesta etapa quan es pot apreciar el fort caràcter satíric i humorístic de la publicació.
El format d'aquesta etapa va ser: quatre pàgines de 3 columnes, format 287 x 196 mm. El seu preu era de dos cèntims, però a partir del número dotze, el preu va pujar a cinc cèntims.
Aquesta etapa és considerada el primer esforç per a crear una literatura periodística, popular i culta amb el català parlat a Mallorca.
Durant aquesta primera etapa el setmanari compta amb la col·laboració de: Tomàs Aguiló, Joan Alcover, Gabriel Alomar, Miquel Costa i Llobera, Bartomeu Ferrà, Gabriel Maura, Mateu Obrador, Miquel dels Sants Oliver, Pere Estepa, Ramon Picó Campamar, Joan Rosselló Crespí i Jeroni Rosselló.

#### Segona etapa (agost 1889 – desembre 1889)
No es conserven dades importants d'aquesta segona etapa, llevat que es basa en continuar amb la primera etapa i manté els mateixos objectius i col·laboradors. Es desconeixen els exemplars publicats.

#### Tercera etapa (desembre 1889 – març 1901)
Aquesta etapa, molt similar a les dues anteriors, va adoptar el subtítol de “Setmanari Mallorquí”, nom que va tenir una gran acceptació.
En aquesta etapa els exemplars eren de vuit pàgines de dues columnes a 268 x 136 mm, i a partir de l'exemplar 345: quatre pàgines de tres columnes a 300 x 204 mm. El preu de venda aquest cop era de cinc cèntims el número i de setanta-cinc el trimestre.
Durant aquesta etapa, es van començar a incloure il·lustracions gràcies a l'impuls de Gabriel Alomar i Joan Muntaner, que es va fer càrrec de la direcció. Sota la inspiració de Miquel dels Sants Oliver, el setmanari es va començar a abandonar el seu caràcter populista i a interessar-se més per la realitat cultural del moment. Des del punt de vista ideològic, va deixar de ser independent i començà a posicionar-se per la política regionalista. Va iniciar, sobretot, una campanya de denúncia al provincialisme y al retard de la societat mallorquina, incitant-la a la modernització. Aquesta sèrie de canvis van aconseguir una major popularitat i una notable difusió.

#### Quarta etapa (gener 1902 – octubre 1902)
Durant la seva última etapa, el diari es va subtitular “ Il·lustració mallorquina”. El format era de setze pàgines de dues columnes a 279 x 190 mm. El preu de venda era de 30 cèntims el número solt.
La periodicitat va passar a ser quinzenal i tenia per objectiu dotar a Mallorca d'una revista on es pugui trobar il·lustrat amb fotogravats tot lo que és típic i tot allò d'importància que passi a Mallorca.
Es publicaven a més, treballs literaris, biografies, estudis d'heràldica, notes d'actualitat i articles literaris i poesies de Santiago Rusiñol, Joan Torrendell, Miquel S. Oliver, mossèn Alcover i Furio Rotger entre d'altres.

### Dissolució
La Roqueta va publicar el seu últim número el 31 d'octubre del 1902.

## Edició facsímil
Lluís Ripoll Arbós va publicar una edició facsímil entre el 1970 i el 1974, també a Palma, per la impremta de Mossèn Alcover. Cada volum consta d'un pròleg i un comentari de setze pàgines del escriptor, on va comentant de cinc en cinc tots els números publicats. Cada volum recull aproximadament uns vuitanta números de La Roqueta.

## Digitalització
La revista disposa de 24 números corresponents a l'any 1902 (quarta i última etapa), digitalitzats per la Biblioteca Digital de Premsa Històrica.
Enllaç: https://prensahistorica.mcu.es/es/publicaciones/numeros_por_mes.cmd?idPublicacion=3083